# Antoni Gac
Antoni Gac (ur. 11 kwietnia 1899, zm. 1977) – major dyplomowany piechoty Wojska Polskiego II RP i podpułkownik ludowego Wojska Polskiego.

## Życiorys
Urodził się 11 kwietnia 1899 jako syn Jakuba. Po odzyskaniu przez Polskę niepodległości został przyjęty do Wojska Polskiego. Brał udział w wojnie polsko-bolszewickiej. Został awansowany do stopnia porucznika piechoty ze starszeństwem z dniem 1 czerwca 1919. W latach 20 był oficerem 12 pułku piechoty w garnizonie Wadowice. Został awansowany do stopnia kapitana piechoty ze starszeństwem z dniem 1 stycznia 1930. Ukończył XI Kurs Normalny 1930–1932 w Wyższej Szkoły Wojennej. Z dniem 1 listopada 1932, po ukończeniu kursu i otrzymaniu dyplomu naukowego oficera dyplomowanego, został przeniesiony do Dowództwa Okręgu Korpusu Nr III w Grodnie. W styczniu 1934 został przeniesiony do Sztabu Głównego w Warszawie. Na stopień majora został mianowany ze starszeństwem z 19 marca 1937 i 110. lokatą w korpusie oficerów piechoty. Brał udział w II wojnie światowej. W czasie kampanii francuskiej 1940 był szefem sztabu 5 Małopolskiego Pułku Strzelców Pieszych.
Po wojnie w 1946 był podpułkownikiem ludowego Wojska Polskiego.
Pochowany na cmentarzu parafialnym Górnym w Bestwinie (sektor D-18-167).

## Ordery i odznaczenia
- Krzyż Kawalerski Orderu Odrodzenia Polski – 11 października 1946 „za bohaterskie czyny i dzielne zachowanie się w walce z niemieckim najeźdźcą, oraz za gorliwą pracę i sumienne wypełnianie obowiązków służbowych”[14]
- Krzyż Walecznych (czterokrotnie)
- Złoty Krzyż Zasługi – 10 listopada 1938 „za zasługi w służbie wojskowej”[15][16]
- Srebrny Krzyż Zasługi – 19 marca 1931 „za zasługi na polu wyszkolenia wojska”[17]